# Wertbühl
Wertbühl, schweizerdeutsch Wärpel, ist eine Ortschaft in der Gemeinde Bussnang im Bezirk Weinfelden des Kantons Thurgau in der Schweiz. Das Kirchdörflein liegt im Thurtal auf einem Hügel südwestlich von Bürglen und war von 1803 bis 1995 Teil der Ortsgemeinde Reuti.

## Geschichte
Der Ort wurde 894 als Wartpol erstmals urkundlich erwähnt. Die Wallfahrtskirche St. Verena gehörte 1155 dem Domkapitel Konstanz und war später ein Lehen der Dompropstei. Nach der Reformation 1529 kehrte Wertbühl 1534 unter dem Einfluss des Gerichtsherrn Ulrich von Sax zum katholischen Glauben zurück. Die Pfarrei Wertbühl umfasst Hagenbuch, Istighofen, Mettlen, Reuti, Toos, Wartenwil und Wertbühl. Die Reformierten besuchten benachbarte Kirchen.
Wertbühl war bis 1798 Teil der Herrschaft Bürglen und unterstand dem Gericht Mettlen. Neben Ackerbau betrieben die Bauern etwas Weinbau und ab dem 19. Jahrhundert Viehzucht und Milchwirtschaft. Die Siedlung bewahrte ihren bäuerlichen Charakter.

## Bevölkerung
| Jahr      | 1880  | 1910  | 1960  | 2000  | 2010  | 2018  |
| Einwohner | 42    | 31    | 41    | 27    | 24    | 97    |
| Quelle    | [ 3 ] | [ 3 ] | [ 3 ] | [ 2 ] | [ 4 ] | [ 1 ] |

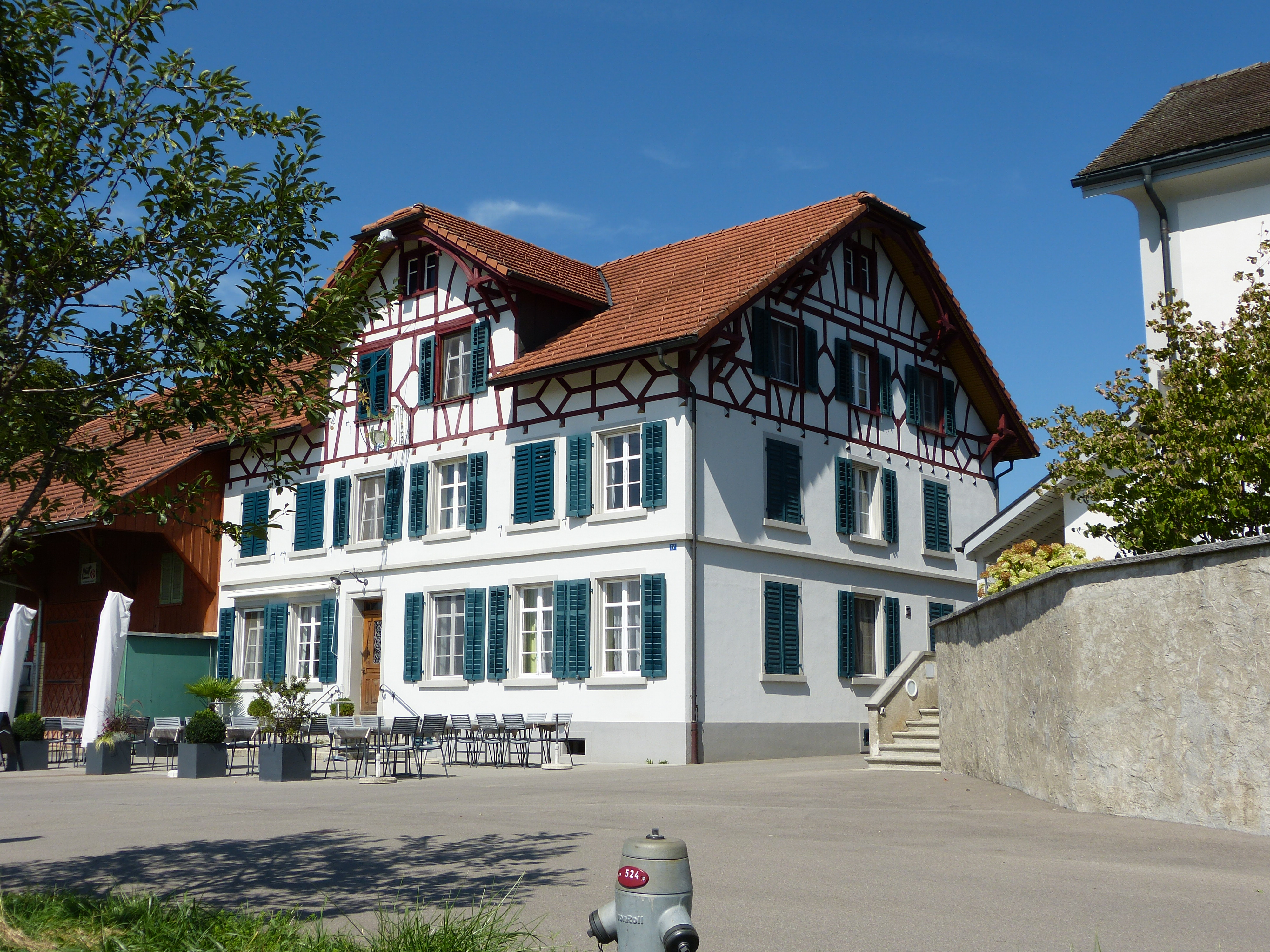
Restaurant «Traube»

Von den insgesamt 97 Einwohnern der Ortschaft Wertbühl im Jahr 2018 waren 50 (51,5 %) evangelisch-reformiert und 41 (42,3 %) römisch-katholisch.

## Sehenswürdigkeiten
Wertbühl ist im Inventar der schützenswerten Ortsbilder der Schweiz aufgelistet, die katholische Kirche St. Peter und Verena und das Restaurant «Traube» sind in der Liste der Kulturgüter in Bussnang aufgeführt.